# Roberto Alfonso Delgado
 Roberto Alfonso Delgado  (n. 7 mai 1986, Tenerife) este un fotbalist spaniol liber de contract. În România a jucat în Liga I la FC Vaslui și Universitatea Cluj.